# Kubb
Kubb je igra, ki je okoli 1990 postala zelo priljubljena na Švedskem nato pa se je precej hitro priljubila tudi prebivalcem sosednjih baltskih držav, Avstralije in ZDA.  
Za izdelavo igre je potrebnih 17 kosov lesa. Igra se igra na različnih površinah, običajno na pesku, mivki, ledu ali na trati. 
Nekateri nedokazani viri trdijo, da igra izhaja že iz vikinških časov. V Nemčiji jo pogosto imenujejo tudi Vikinški šah.
Kubb svetovni pokal poteka letno v Gotlandu na Švedskem. Leta 2005 se ga je udeležilo 130 ekip iz desetih držav. 

## Igralne figure
Igra vsebuje:
1. ↑  World championship
2. ↑  Kubb World Championship rules at VMKubb

10 kubbov, to so pravokotni leseni bloki visoki 15 cm,
1 Kralja, to je večji leseni blok, visok 30 cm in po navadi na vrhu okrašen s krono,
6 okroglih palic za metanje, ki so dolge vsaka 30 cm in merijo 4,4 cm v premeru,
4 lesene količke s katerimi označimo igralno polje, nekateri uporabljajo tudi 6 količkov pri čemer dva dodatna količka, zapičena ob robu, označujeta sredino igrišča.

## Postavitev igralnega polja
Igralno polje je veliko 5x8 metrov in se ga označi z lesenimi količki
1. ↑  »U.S. Nationals Rules« (PDF). U.S. National Kubb Championship. Arhivirano iz prvotnega spletišča (PDF) dne 1. januarja 2017. Pridobljeno 17. februarja 2012.

Na vsako stran polja postavimo v kolikor se da enakomernih razmikih po pet kubbov, na sredino polja pa postavimo kralja. 
Igralno polje je tako pripravljeno za pričetek igre.

## Uradna pravila igre
Arhivirano 2017-01-01 na Wayback Machine.Kubb je igra namenjena tekmovanju med dvema ekipama. Ekipa lahko vsebuje od enega do 6 članov.
Določanje na kateri strani igralnega polja bo katera ekipa in katera ekipa bo začela igro je lahko prepuščeno dogovoru, lahko pa tudi po eden iz ekipe vsak z enega konca osnovne linije vržeta metalni palici proti kralju. Ekipa tistega, ki je vrgel palico bližje kralju (brez da bi ga po nesreči podrl) izbere stran in začne igro.
Palico s katero podiramo kubbe se lahko vrže le tako, da palico držimo v roki vzporedno s telesom, in jo vržemo pod roko navzgor, ostali načini metanja (metanje nad roko, vodoravno, v stran...) niso dovoljeni.
Cilj igre je podreti vse kubbe in na koncu še kralja.
Ekipa A, ki začne igro se postavi na svojo osnovno štartno linijo in poskuša podreti kubbe, ki stojijo na osnovni liniji nasprotne ekipe B. Če jim ni uspelo podreti nobenega kubba je na vrsti ekipa B. Če je ekipa A podrla kakšen kubb potem mora nasprotna ekipa B pobrati podrte kubbe in jih s svoje osnovne linije vrže v polje ekipe A.
Osnovna ideja je vreči kubbe čim bližje svoji lastni polovici, da bi jih lažje podrli, ne sme pa se podreti kralja, saj bi tako izgubili igro. Če se kubbi, ki jih ekipa meče na nasprotnikovo polovico dotaknejo ali odbijejo jih lahko postavimo skupaj in si tako olajšamo igro. Če ekipa B vrže kubb izven igralne polovice ekipe A, se ga pobere in vrže še enkrat. V kolikor kubb že drugič zaporedoma pristane izven igralne polovice ekipe A ga lahko ekipa A postavi kamorkoli želi, (kazenski kubb) če ga postavijo h kralju mora biti vmes vsaj za eno dolžino kubba prostra.
Kubbi, ki sedaj ležijo na polovici polja ekipe A se postavijo in ekipa B poskuša zmagati. Najprej morajo podreti vse kubbe, ki so jih prej zmetali čez svojo polovico nato šele kubbe, ki stojijo na osnovni liniji ekipe A nato kralja. Če pri metanju po nesreči podrejo kubb, ki stoji na osnovni črti ekipe A preden so podrli vse kubbe, ki so jih prej zmetali čez svojo polovico se kubb enostvno postavi nazaj kjer je bil.
Če ekipi B ni uspelo podreti vseh kubbov in kralja in tako zmagati, je na vrsti spet ekipa A, ki pobere vse kubbe, ki so padli in jih s svoje osnovne linije zmeče v nasprotnikovo polovico. Spet morajo podreti najprej kubbe, ki so jih zmetali nato šele kubbe na osnovni liniji ekipe B in nato kralja. 
V kolikor ekipi A ni uspelo zmagati, je na vrsti ekipa B. 
Če ekipa A ni uspela podreti vseh kubbov, ki so jih zmetali na nasprotnikovo polovico, sme ekipa B ciljati kubbe iz nove linije in sicer je to linija kjer stoji kubb v njihovem polju, ki ga nasprotna ekipa ni uspela podreti. 
Vendar pozor: kubbe mečemo vedno iz onovne linije in ne iz nove linije prav tako moramo z osnovne linije ciljati kralja na koncu. Se pravi, kubbe, ki jih je nasprotnik podrl zmečemo na polovico nasprotnikove ekipe iz svoje osnovne linije nato pa se pomaknemo na novo linijo in jih od tu ciljamo.
Ekipa, ki prva podre vse kubbse in nato še kralja, zmaga.
Pomembno: Kralj ob prvem metu ekipe ne more biti napaden. Če ekipa v prvi rundi podre vseh 5 kubbov ne sme ciljati in podreti kralja, drugače izgubijo. 
Nekateri igrajo tudi tako, da mora ekipa na koncu imeti vsaj 2 palici preden lahko ciljajo kralja.

## Uradna pravila igre najdete tudi na teh dveh naslovih
World Championship rules: http://www.vmkubb.com.ext.levonline.com/images/english.pdf Arhivirano 2015-04-02 na Wayback Machine.
US National Championship rules: http://www.usakubb.org/resources/US_National_Kubb_Championship_Rules_v3.0.pdf Arhivirano 2017-01-01 na Wayback Machine.

### Revije in forumi
- Kubbnation, the magazine for the game of kubb (by Wisconsin Kubb)
- Ask Planet Kubb Arhivirano 2013-07-21 na Wayback Machine., a Q&A Web site for Kubb enthusiasts.
- Planet Kubb Pitch is a kubb discussion board for the whole planet.

### Splošne informacije
- kubbwiki - Kubb enciklopediji
- Official U.S. National Championship Rules Arhivirano 2017-01-01 na Wayback Machine. at USAKubb.
- Planet Kubb is a feed aggregator combining Kubb information from around the web.
- Planet Kubb Wiki Arhivirano 2013-07-23 na Wayback Machine. is a wiki with only Kubb related information.
- Build Your Own Kubb Lawn Game Set
- Wikingerschach (German)
- Wikingerspiel (German)
- Officiella VM-regler
- Kubbspel.se – svensk sida med regler och historia
- Kubb Championship of Europe i Berlin Kubb-EM
- U.S. National Kubb Championship in Eau Claire, WI USA

### Sorodno
- Planet Kubb Name Generator Arhivirano 2013-05-30 na Wayback Machine. creates Kubb team names.